# Philopota dolorosa
Philopota dolorosa är en tvåvingeart som beskrevs av Samuel Wendell Williston  1901. Philopota dolorosa ingår i släktet Philopota och familjen kulflugor. Inga underarter finns listade i Catalogue of Life.